# Šurkovac
Šurkovac (en serbe cyrillique : Шурковац) est un village de Bosnie-Herzégovine. Il est situé sur le territoire de la ville de Prijedor et dans la république serbe de Bosnie. Selon les premiers résultats du recensement bosnien de 2013, il compte 61 habitants.

## Histoire
Dans le village, l'église du Sacré-Cœur-de-Jésus, une église catholique, est inscrite sur la liste provisoire des monuments nationaux de Bosnie-Herzégovine.

## Démographie

### Évolution historique de la population dans la localité
| 1948 | 1953 | 1961 | 1971 | 1981 | 1991 | 2013 |
| ---- | ---- | ---- | ---- | ---- | ---- | ---- |
| -    | -    | 936  | 875  | 686  | 489  | 61   |

|  |

### Communauté locale
En 1991, la communauté locale de Šurkovac comptait 862 habitants, répartis de la manière suivante :